# 76-я кавалерийская дивизия
76-я  кавалерийская дивизия — воинское соединение Вооружённых Сил СССР, созданное для участия в Великой Отечественной войне.  Сформирована под Уфой в августе-октябре 1941 года. Участвовала в боях на Калининском фронте (1942). Расформирована вследствие больших потерь в мае 1942 года.

## История
В июле-августе 1941 года по решению Ставки Верховного Главного командования были созданы легкие кавалерийские дивизии. По штатам кавалерийская дивизия в мирное время должна была иметь численность 8968 (по др.данным 9240) человек и 7625 лошадей , в начале войны в легких кавалерийских дивизиях было в среднем по 6 тысяч человек. Это было продиктовано необходимостью  быстрого формирования боевых единиц.

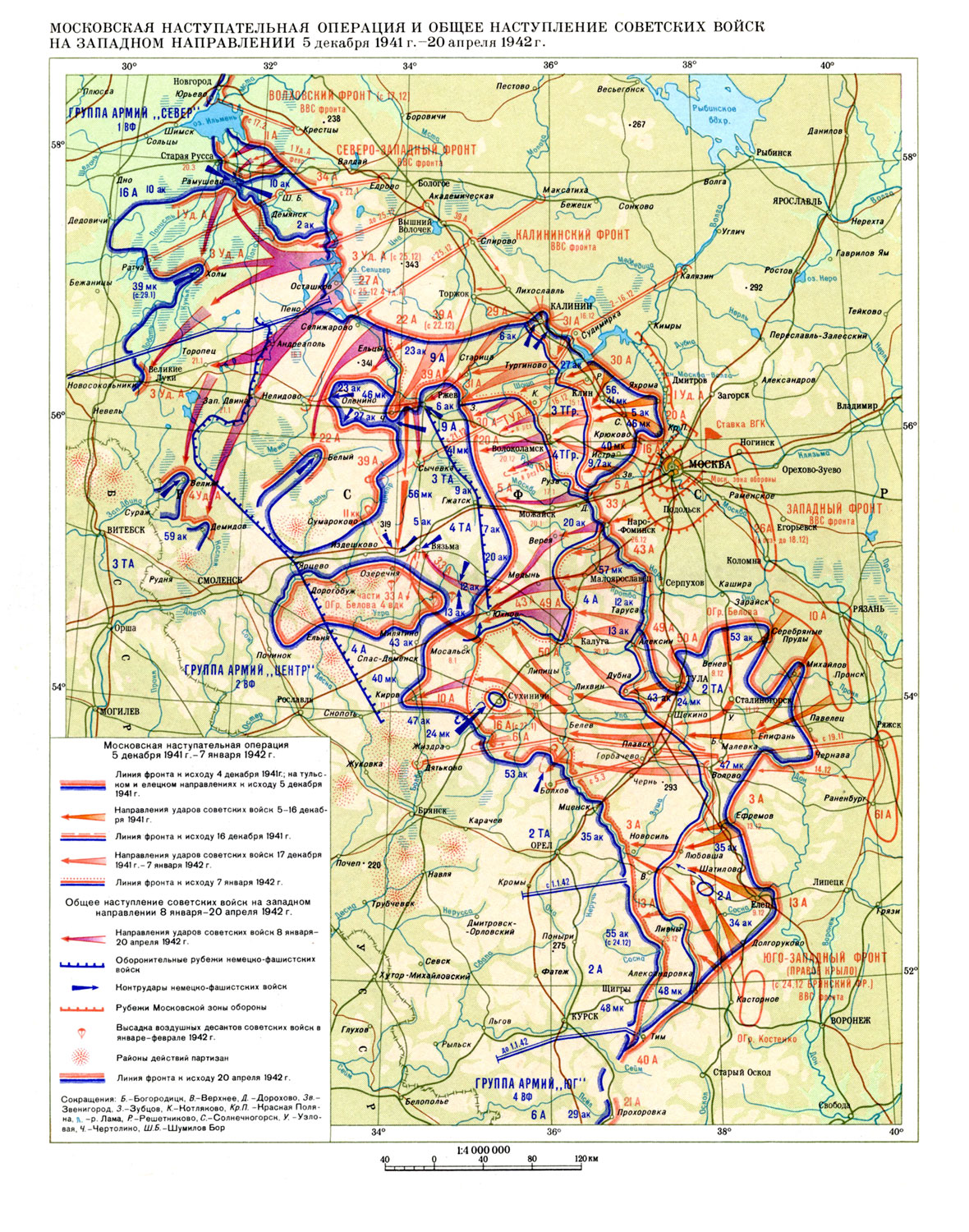
Битва за Москву

Легкие кавалерийские дивизии формировались и в Башкирской АССР, входившей тогда в Уральский военный округ. 74-я и 76-я кавалерийская дивизия, сформированные в начале Великой Отечественной войны на её территории, были отмобилизованы в основном за счет людских и материальных ресурсов республики. Документов о формировании этих дивизий и об их действиях на фронте сохранилось мало. Весной 1979 года во время строительных работ в Смоленской области были найдены документы 76-й кавалерийской дивизии.

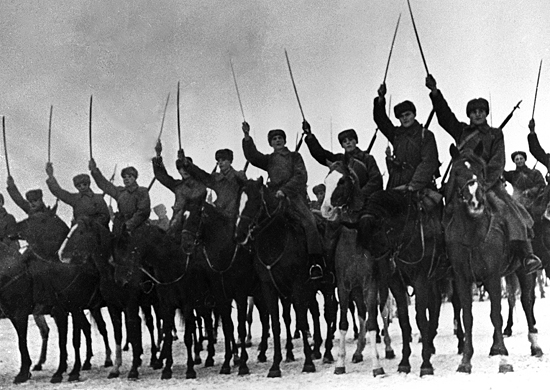
Кавалеристы 1941-1942 г.г.

Формирование дивизии происходило в период с 25 августа по 1 ноября 1941 года.
Штаб дивизии, 198-й, 203-й кавалерийские полки и легкие части располагались в городе Благовещенске в 35 км  к северу от Уфы. 208-й кавалерийский полк- в колхозах «Каменный ключ» (в селе Николаевка) и «Бельский»(в с. Дмитриевка) . Большую помощь дивизии оказывали секретарь Благовещенского райкома ВКП (б) Чумаков, председатель районного Совета Андрианов и председатель городского Совета Бричкин.
В своем первом приказе от 30 сентября 1941 года командир дивизии генерал-майор Я.С.Шарабурко поставил задачу за короткие сроки подготовить бойцов, сделать дивизию боеспособной. Отсутствие учебно-материальной базы отрицательно сказывалось на ходе учебы.
16 ноября 1941 года  эшелоны с частями дивизии выехали на запад и 26 ноября  прибыли в Буйский район Ярославской области(сейчас этот район входит в Костромскую область).Командование дивизии располагалось на станции Шушкодом. Дивизия приступила к боевой подготовке, но даже в январе 1942 года не имела необходимого количества вооружения и боеприпасов. Например, вместо 1436 в дивизии было всего 100 карабинов, ручных пулемётов вместо 101 всего 3 штуки.
Дивизия находилась в резерве в составе 14-го кавалерийского корпуса Архангельского военного округа до апреля 1942 года.
С января 1942 года шли  ожесточенные бои  в районе Ржевско-Вяземского выступа  (Ржевско- Вяземская операция 1942 года) Западного  и Калининских фронтов против частей немецкой группы армии «Центр».
В апреле- мае 1942 года дивизия участвовала в боевых действиях на Калининском фронте (Ржевско-Вяземская операция (1942))  и попала в окружение в районе  Нелидово- Белый. В условиях окружения 76-я кавалерийская дивизия была передана в подчинение 39-й армии, вела активные боевые действия в тылу противника. 2 июля 1942 г. немецкие войска при поддержке танков и авиации перешли в наступление.  Дивизия вела боевые действия в окружении, но смогла пройти через дорогу Ржев- Великие Луки и  вышла из окружения в районе города Белый.
Несмотря на незавершённость операции советские войска смогли отбросить противника на 100-200 км на запад, завершили освобождение Московской и Тульской областей и ряд районов Калининской и Смоленской областей. Дивизия понесла большие потери убитыми и ранеными, многие попали в плен (общие потери советских войск в этой операции составили более 776 тыс.человек).
По донесению о потерях в апреле–мае 1942 года видно, что дивизия была укомплектована из жителей Башкирской АССР. 76-й кавалерийская дивизия недолго успела повоевать на фронте, но она героически сражалась в окружении с превосходившими силами  противника весной 1942 года и внесла свой вклад в освобождение Московской и Калининской областей.
Боевой путь 76-й дивизии:
Уфа (08-16.11.41) - Киров- Буй (16.11.41- 10.04.42)- Ярославль, Кострома - Бологое –Андреаполь (15.04.42)- Нелидово Тверской области- городБелый (в районе действий 4 ударной армии, 22а, 39 а).
После выхода из окружения в мае 1942 года дивизия была расформирована вследствие больших потерь, и  остатки дивизии вошли в состав 11-го кавалерийского корпуса (16.04.1942-20.05.1942). Затем её бойцы  продолжали воевать в составе 11-го кавалерийского корпуса.
Для уничтожения 39-й армии и 11-го кавалерийского корпуса немецкое командование осуществило операцию «Зейдлиц» с участием 10 пехотных и 4 танковых дивизии, а также специально созданной и подготовленной кавалерийской бригады. Наступление противника началось 2 июля ударом встречных группировок из районов городов Белый и Оленино по стрелковым дивизиям 22-й, 41-й и 39-й армии. 11-й кавалерийский корпус держал оборону на противоположном участке выступа, за исключением 24-й кавалерийской  дивизии. 5 июля в кольце окружения оказались 39-я армии и 11-й кавалерийский корпус и некоторые подразделения 41-й и 22-й армий. 4 июля по окружённым советским войскам был нанесён также рассекающий удар.(см.операцию «Зейдлиц»)
5 июля в 16 часов в районе деревни Пушкари части 1-й и 2-й танковых дивизий противника сомкнули кольцо окружения. В окружении оказались 39-я армия и 11-й кавалерийский корпус, а также части 41-й армии -17-я гвардейская, 135-я стрелковые дивизии, 21-я танковая бригада- и части 22-й армии -355-я, 380-я, 185-я стрелковые дивизии.
5 июля командующий фронтом Конев отдал приказ о прорыве из окружения, однако прорваться удалось лишь отдельным частям. Бои окруженных частей с противником продолжались до 22 июля 1942 года.
1 августа 1942 года 11-й кавалерийский корпус вышел из окружения в районе города Белый с большими потерями.
11-й кавалерийский корпус был расформирован в августе 1942 года, а личный состав передан на пополнение 2-го гвардейского кавалерийского корпуса. Из всех соединений 11-го кавкорпуса сохранилась только 24-я кавалерийская дивизия. Именно в её составе продолжили свой боевой вышедшие из окружения бойцы и командиры 76-й кавдивизии.

## Командный состав
Командир дивизии
- майор Аксёненко(Аксиненко) Пётр Илларионович
- генерал-майор Яков Сергеевич Шарабурко (1.09.41- 30.04.42)- в начале войны был командиром 23-го механизированного корпуса (в июле преобразован в 23-й кавалерийский корпус), участвовал в Киевской оборонительной операции,  с 1 сентября 1941 года назначен командиром 76-й кавалерийской дивизии, весной 1942 года- 116-й кавалерийской дивизии, принимавшей участие в боях за Северный Кавказ.
- майор Александр Геворгкович Аллахвердян - 1.05.42-20.05.42

Начальник штаба дивизии
- майор Ковалёв Иосиф Данилович
- подполковник Калошин Алексей Александрович (06.10.1941- 16.03.1942)
- майор Вальдман А. Л. ( 05.1942)

Начальник оперативного отдела  НКВД
- лейтенант госбезопасности Киселев Иван Николаевич[7]

Комиссар дивизии
батальонный комиссар А.М. Поляков
Комиссар штаба
- батальонный комиссар Грошев Иван Данилович

198-й кавалерийский полк (командир – майор А.Г. Аллахвердян)
203-й кавалерийский полк (командир – капитан  Михеев Семён Ильич)
208-й кавалерийский полк  (командир – майор Колесников Александр Самойлович)

## Состав дивизии
198-й кавалерийский полк (создан в Уральском военном округе)
203-й кавалерийский полк (в Уральском военном округе)
208-й кавалерийский полк (в Уральском военном округе)
Радиовзвод (в Уральском военном округе)
73 конно-артиллерийский дивизион,
73 артиллерийский парк,
56 отдельный полуэскадрон связи,
45 медико-санитарный эскадрон (в Уральском военном округе)
76 отдельный эскадрон химической защиты,
57 продовольственный транспорт,
280 дивизионный ветеринарный лазарет,
258 полевая почтовая станция,
1003 полевая касса Госбанка

## Подчинение
01.09.1941   76 кавалерийская дивизия — на формировании / Уральский военный округ
01.10.1941   76 кавалерийская дивизия — на формировании / Уральский военный округ
01.11.1941   76 кавалерийская дивизия — на формировании / Уральский военный округ
01.12.1941   76 кавалерийская дивизия / 39 армия / Резерв Ставки
01.01.1942   76 кавалерийская дивизия / Резерв Ставки
01.02.1942   76 кавалерийская дивизия / 14 кавалерийский корпус / Архангельский военный округ
01.03.1942   76 кавалерийская дивизия / 14 кавалерийский корпус / Архангельский военный округ
01.04.1942   76 кавалерийская дивизия / 14 кавалерийский корпус / Архангельский военный округ
01.05.1942   76 кавалерийская дивизия / Калининский фронт